# توماس برنتيس
توماس برنتيس هو سياسي كندي، ولد في 29 أغسطس 1809، وتوفي في 26 أبريل 1895.